# Česlovas Gedgaudas
Česlovas Gedgaudas (Kaunas, Lituania, 1909–Los Ángeles, California, EE. UU., 1986) fue un diplomático, traductor, políglota y especialista en bioelectrónica lituano.

## Biografía
Česlovas Gedgaudas nació en el seno de la familia de la nobleza lituana de los Gedgaudai (Gelgaudai). Su padre Mykolas Gedgaudas fue un militar, comandante de artillería, que combatió en la Guerra de la Libertad de Lituania (1919–1920). 
Česlovas Gedgaudas se graduó en la universidad de La Sorbona (en el Instituto de Ciencias Políticas) en Francia, después trabajó en el Ministerio de Relaciones Exteriores de Lituania y en la delegación lituana en Roma. De 1945 a 1952 vivió en París y trabajó como traductor en el Ministerio de Relaciones Exteriores de Francia. Durante esos años amplió su conocimiento de las lenguas indoeuropeas en la Sorbona, escribió su tesis doctoral sobre lingüística comparativa, aunque no pudo acabarla. 
Posteriormente se trasladó a los Estados Unidos. Vivió en Chicago y en California.
Algunos autores indican que conocía 14 lenguas, nueve de ellas muertas.

## Buscando nuestro pasado
Su obra más famosa es el libro «Buscando nuestro pasado» (en lituano: Mūsų praeities beieškant), publicada por primera vez en el año 1972 en Ciudad de México, y en 1994 en Lituania. En ella Gedgaudas critica a los estudiosos de la lingüística e historia bálticas, acusándolos de perder el tiempo, porque «buscan un elefante con un microscopio». A continuación expone su teoría de que en la antigüedad el pueblo báltico (lituano) habitaba todo el territorio de Europa, y que los godos, vándalos, cimerios y otros, eran en realidad pueblos bálticos. Para demostrarla empleó la comparación lingüística.
Propuso que la palabra aisčiai, con la cual se designan los bálticos (para los lingüistas letones y lituanos de comienzos del siglo XX relacionada con la voz letona ists, istenieks, 'compañero, consanguíneo'), tiene la misma raíz que el verbo lituano eiti, eina, èjo, que significa 'ir, caminar', y que el griego aistos y el eslavo aisr, antiguos nombres de las aves migratorias.
Atribuyó la voz godo al vocablo báltico gaudas, 'el sujeto que atrapa', del verbo gaudo, 'atrapar', que podría denominar al hombre que atrapa una res, por lo tanto, a un ganadero, o al que atrapa a un esclavo, por lo tanto, a un guerrero. Derivó vándalo de vanduoliai, 'habitantes de un lugar con agua' ( de vanduo, 'agua', en lituano) y sugirió que el alfabeto que usaban los sacerdotes de la religión báltica, hoy perdido, son las runas y relacionó esta voz con el verbo lituano rantyti, ranto, 'grabar', que en letón significa 'hablar'. 
Basándose en los estudios de Theodor Mommsen (Monumenta Germaniae Historica) y Alfred Gutschmit (Untersuchungen über die Geschichte), elaboró una cronología de la expansión de los godos. Fechó la primera gran expedición goda (salida de Scandza y conquista de la Gothiscançia) en el año 1490 a. C., reinando Bueric. Su conquista de Escitia habría empezado en 1324 a. C., con el rey Pilimer. Su llegada a la India, bajo el rey Thanauso, se habría producido algo después de 1290. Además, identificó a los francos con los cimerios en base a los fragmentos de la obra (resumida por Johannes Trithemius) del historiador franco Hinnibaldus, que indicó con precisión que la guerra de Troya se libró en el 1179 a. C..
Por último, identificó a ciertos dioses y personajes mitológicos griegos como Apolo, las Musas, Letona, Tetis, Artemisa, Ganímedes, Proteo, Démeter y Ares como de origen báltico basándose en que son llamados, a veces, hiperbóreos.
«Buscando nuestro pasado» es considerada como una obra pseudohistórica, el lingüista Zigmas Zinkevičius incluye a Česlovas Gedgaudas, Jurate Rosales y Aleksandras Račkus en la misma «escuela».